# Cimetière Nord de Saint-Mandé
Pour les articles homonymes, voir Cimetière de Saint-Mandé.
Le cimetière Nord de Saint-Mandé est un des deux cimetières de cette commune. 

## Situation et accès
L'entrée piétonne, située au 24, avenue Joffre à Saint-Mandé, est desservie par la ligne 1 du métro, à la station Saint-Mandé. 

## Historique
Ouverture du cimetière Nord en 1825 au lieu-dit « les Grands Champs » parfois aussi dénommé « la Sablière ». En 1853, sa surface passe de 1700 à 6900 m2.

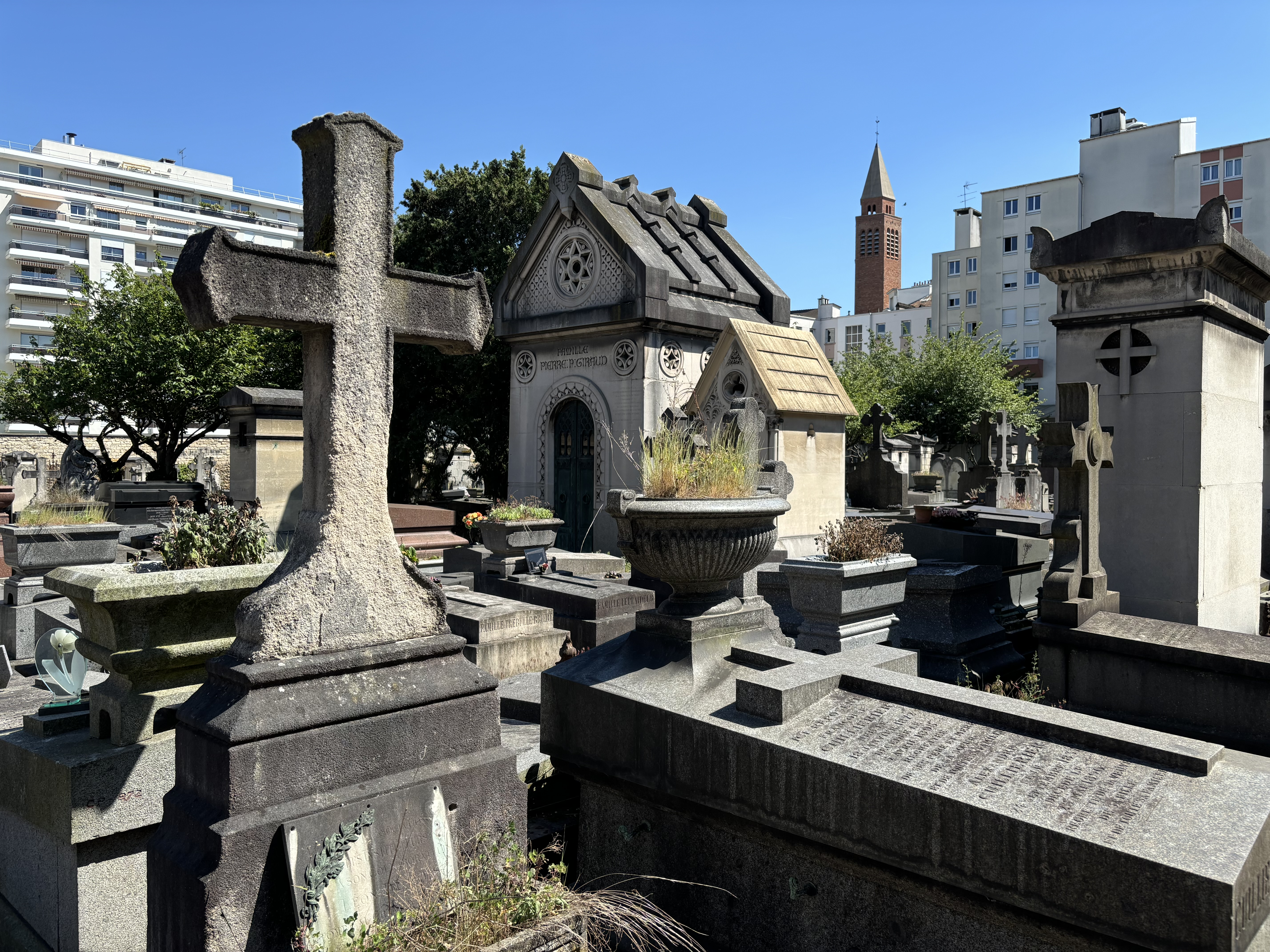
Le cimetière Nord en mai 2025

## Personnalités inhumées
- Albert Augier de Moussac (1924-2007), comédien spécialisé dans le doublage ;
- Clément-Louis-Marie-Anne Belle (1722-1806), peintre, puis inspecteur et administrateur de la manufacture des Gobelins ;
- Jean-Noël Bretonnel (1910-1990), boxeur ;
- Armand Carrel (1800-1836), journaliste et essayiste mort en duel contre Émile de Girardin ;
- Jean-Baptiste Chossotte (1794-1865), curé de la paroisse Notre-Dame de Saint-Mandé durant 34 ans, il officie, en 1843, le mariage de Paul Meurice ;
- Joseph Bienaimé Caventou (1795-1877), pharmacien et découvreur de la quinine avec son collaborateur Pierre-Joseph Pelletier ;
- Henri Delaunay (1883-1955), co-fondateur de la Fédération Française de Football ;
- Juliette Drouet[2](1806-1883), connue pour sa relation avec Victor Hugo, près de 50 ans durant ;
- Octave Foucher (1836-1889), Médecin des hospices Saint-Michel et Lenoir Jousseran ;
- Pierre Grach (1898-1987), illustrateur ;
- Robert Oubron (1913-1989), coureur cycliste ;
- J.J. Grandville (1803-1847), dessinateur et caricaturiste ;
- Emile Pathé (1860-1937), fondateur avec son frère Charles de la société Pathé ;
- Frédéric-Eugène Piat (1827-1903), sculpteur et fondateur du musée des arts décoratifs de Troyes ;
- Louis Joseph Auguste de Saint-Laurent (1763-1832), général d’artillerie dont le nom est inscrit au côté sud de l’Arc de Triomphe ;
- Georges Thill (1897-1984), ténor ;
- René Duval (1886-1936), fondateur des Parfums de Volnay à Suresnes et président des Fonderies d'Etampes ;
- Fleuride-Albertine Vidocq (1793-1847), cousine et femme du légendaire forçat devenu Chef de la Sûreté.

## Sépultures remarquables
Le cimetière Nord contient trois sépultures classées au titre des objets :
- Tombeau du couple Belle - de Rossi : singulier petit monument funéraire de style empire, érigé en 1809 (originellement installé dans l'ancien cimetière Sainte-Catherine) par les enfants du couple. Les époux y sont représentés de profil en médaillon sur une face. Sur l’autre face un pélican et ses petits se nourrissent dans sa gorge ;
- Statue (grandeur nature) d'Armand Carrel en pied : réalisée en bronze par le sculpteur David d’Angers, en 1839 ;
- Tombes de Juliette Drouet et Claire Pradier : deux épitaphes de Victor Hugo sont gravées sur ces tombes.

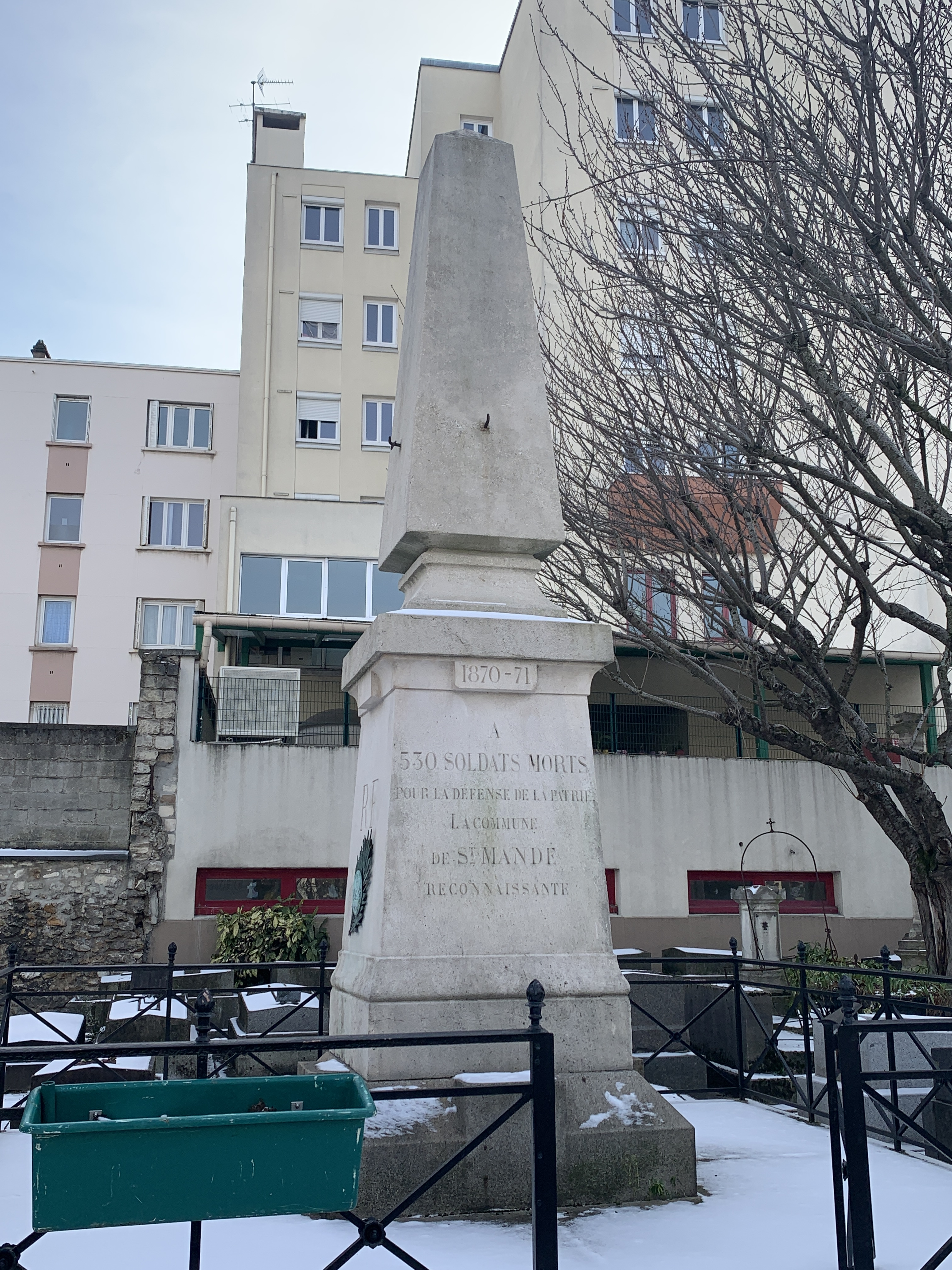
Monument aux morts de la guerre de 1870-1871.
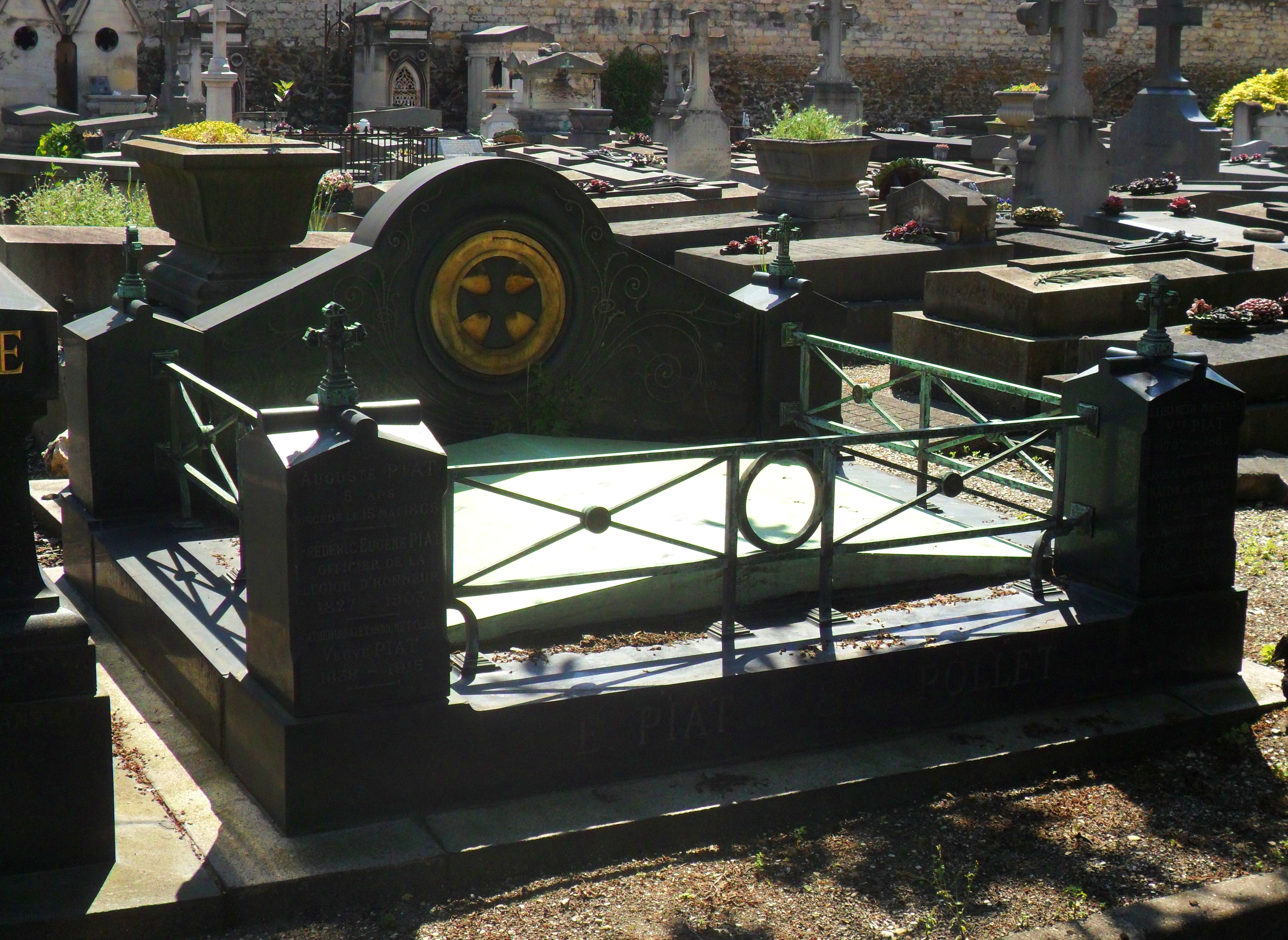
Sépulture des familles Piat-Pollet (où est inhumé Frédéric-Eugène Piat), dans le cimetière Nord de Saint Mandé.
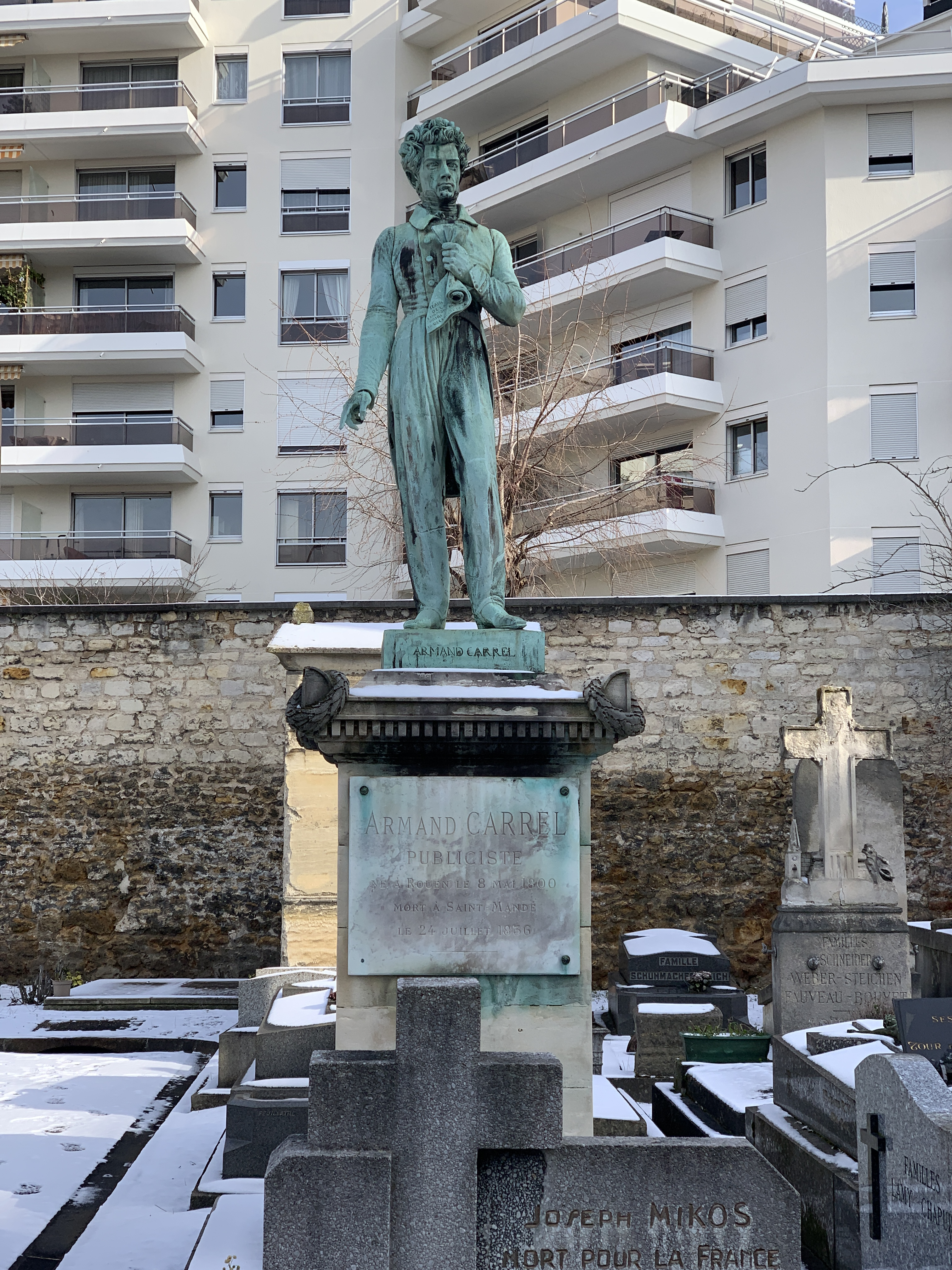
Statue d'Armand Carrel sur sa tombe.
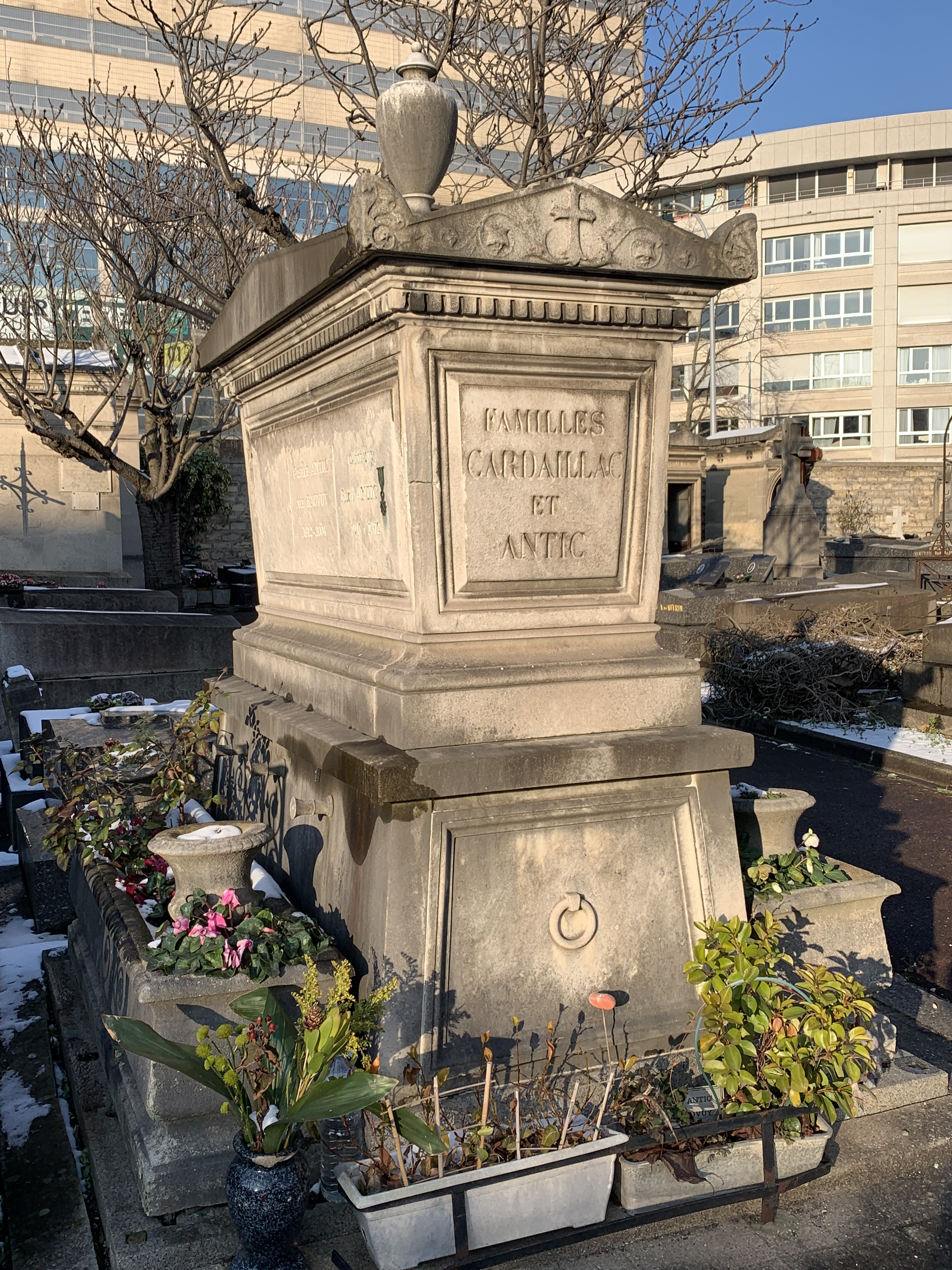
Tombe des familles Cardillac et Antic.
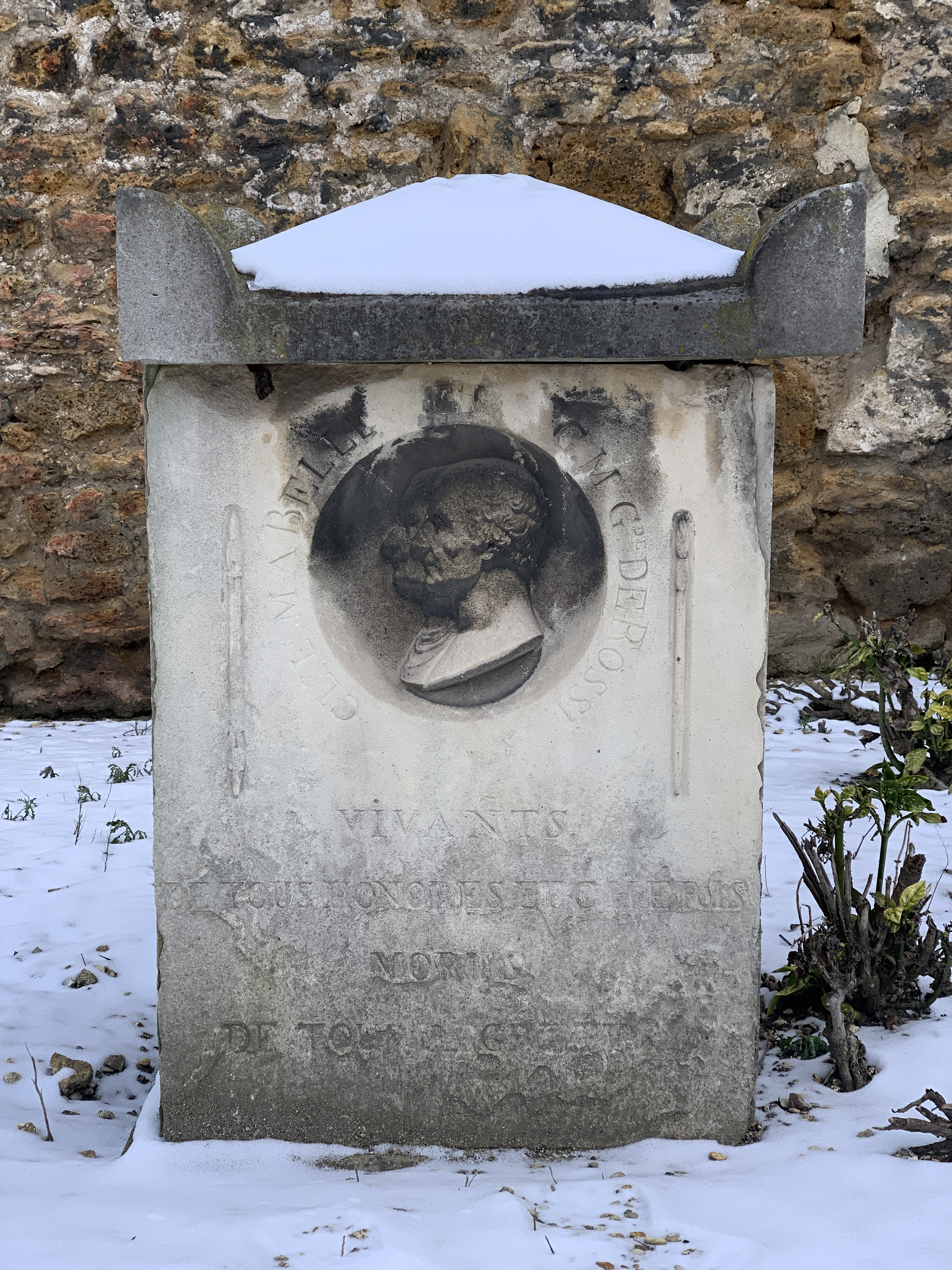
Monument sépulcral de la famille Belle-Rossi (où est inhumé Clément Belle).

## Monument aux morts
Erigé en 1877 par souscription patriotique, il rend hommage aux 530 morts pour la défense de la Patrie, décédés à l'hôpital d'instruction des armées Bégin, situé sur le territoire de Saint-Mandé, durant la guerre de 1870-1871.